# Texarkana (Arkansas)
Texarkana es una ciudad ubicada en el condado de Miller en el estado estadounidense de Arkansas. En el Censo de 2010 tenía una población de 29919 habitantes y una densidad poblacional de 276,13 personas por km². Está situada al suroeste del estado, junto a la frontera con Texas.  

## Geografía
Texarkana se encuentra ubicada en las coordenadas 33°26′11″N 93°59′14″O / 33.43639, -93.98722. Según la Oficina del Censo de los Estados Unidos, Texarkana tiene una superficie total de 108.35 km², de la cual 107.89 km² corresponden a tierra firme y (0.43%) 0.47 km² es agua.

## Demografía
Según el censo de 2010, había 29919 personas residiendo en Texarkana. La densidad de población era de 276,13 hab./km². De los 29919 habitantes, Texarkana estaba compuesto por el 62.42% blancos, el 33.18% eran afroamericanos, el 0.57% eran amerindios, el 0.56% eran asiáticos, el 0.05% eran isleños del Pacífico, el 1.22% eran de otras razas y el 2.01% pertenecían a dos o más razas. Del total de la población el 2.82% eran hispanos o latinos de cualquier raza.